# Solo Star
Solo Star è l'album di debutto della cantante statunitense Solange Knowles, pubblicato dalla Columbia Records e Music World il 26 dicembre 2002 in Giappone e 21 gennaio 2003 negli Stati Uniti.

## Il disco
Ha debuttato e ha raggiunto la posizione numero 49 della Billboard 200 degli Stati Uniti e il numero 23 della Top R&B / Hip-Hop Albums nei primi giorni di febbraio del 2003.

## Tracce
1. Feelin' You (Part II) (feat. N.O.R.E.) – 4:06
2. Ain't No Way – 3:44
3. Dance with You (feat. B2K) – 3:03
4. Get Together – 4:15
5. Crush (Don't Fight the Feeling) – 4:33
6. So Be It – 4:08
7. True Love (feat. Lil' Romeo) – 3:49
8. Feel Good Song – 3:28
9. Wonderland – 4:03
10. This Could Be Love – 4:04
11. Feelin' You (Part I) – 3:22
12. Just like You – 3:36
13. Thinkin' About You (feat. Murphy Lee) – 4:04
14. Solo Star – 3:14
15. I Used To – 3:27
16. Sky Away – 3:55
17. Untitled – 0:04 – traccia di silenzio
18. Untitled – 0:04 – traccia di silenzio
19. Untitled – 0:04 – traccia di silenzio
20. This Song's for You – 3:20
21. Naive (feat. Da Brat) (duet with Beyoncé) – 3:45
22. Feelin' You (Part II) (Chopped & Screwed Remix) – 5:22

### Edizione giapponese
1. Feelin' You (Part II) (feat. N.O.R.E.) – 4:06
2. Ain't No Way – 3:44
3. Dance with You (feat. B2K) – 3:03
4. Get Together – 4:15
5. Crush (Don't Fight the Feeling) – 4:33
6. So Be It – 4:08
7. True Love (feat. Lil' Romeo) – 3:49
8. Feel Good Song – 3:28
9. Wonderland – 4:03
10. Feelin' You (Part I) – 3:22
11. Just like You
12. Thinkin' About You (feat. Murphy Lee) – 4:04
13. Solo Star – 3:14
14. I Used To – 3:27
15. Sky Away – 3:55
16. Naive (feat. Da Brat) (duet with Beyoncé) – 3:45
17. Blinded
18. Untitled – 0:04 – traccia di silenzio
19. Untitled – 0:04 – traccia di silenzio
20. Untitled – 0:04 – traccia di silenzio
21. This Song's for You – 3:20
22. This Could Be Love – 4:04

### Ristampa del 2006
1. Ain't No Way – 3:44
2. Dance with You (feat. B2K) – 3:03
3. Get Together – 4:15
4. Crush (Don't Fight the Feeling) – 4:33
5. So Be It – 4:08
6. Wonderland – 4:03
7. This Could Be Love – 4:04
8. Feelin' You (feat. Slim Thug) (New Version) – 4:03
9. Bring It on Home – 3:47 (testo: Solange Knowles, Bama Boyz, B. Taylor)
10. Feelin' You (Nu Soul Remix) – 7:13
11. Naive (feat. Da Brat) (Maurice Joshua Remix) (duet with Beyoncé) – 3:27
12. Crush (Vibelicious Remix) – 6:24

Note
- True Love contiene campionamenti ripetuti da So Amazing di Luther Vandross
- Thinkin' About You contiene campionamenti ripetuti da Scooby-Doo! Dove sei tu?